# Legge Veil
La legge 17 gennaio 1975, n° 75-71, meglio conosciuta con il nome di Loi Veil, dal nome della ministra della salute che la presentò, Simone Veil, è la legge francese che ha disciplinato le modalità di accesso all'interruzione di gravidanza. Il 4 marzo 2024, l'interruzione di gravidanza è diventato un diritto fondamentale incluso nella costituzione francese. La Francia è diventato il primo Paese al mondo a includere tale diritto nella sua Carta Fondamentale.

## Antefatti
L'aborto in Francia era vietato dall'articolo 317 del codice penale del 1791. Il 31 luglio 1920 fu promulgata una legge che non solo vietava l'atto, ma anche l'educazione contraccettiva. Il 27 marzo 1923 l'aborto, che prima era considerato come un crimine e beneficiava di una giuria popolare, fu classificato come reato minore e dunque giudicato esclusivamente da magistrati.
Il 15 febbraio 1942, sotto il regime di Vichy, la repressione dell'aborto fu ulteriormente rinforzata e venne classificato come un crimine di Stato punibile con la morte. Pochi mesi dopo la promulgazione della legge, il 30 luglio 1942, Marie-Louise Giraud fu ghigliottinata per aver aiutato 27 donne a abortire e l'anno successivo fu il turno di Désiré Pioge. Si dovette attendere la fine della seconda guerra mondiale prima che la pena di morte per tale reato fosse abrogata.
Nel 1956 apparve la prima pillola anticoncezionale che venne poi commercializzata negli USA nel 1960. In quegli anni in Francia si discuteva ancora animatamente sui metodi di prevenzione, mentre nella vicina Germania la pillola fu disponibile fin dal 1956. La ginecologa francese Marie-Andrée Lagroua Weill-Hallé fondò nel 1956 il movimento La maternité heureuse, che divenne nel 1960 il  Mouvement français pour le planning familial.

## Contesto storico
La società civile francese era in movimento e, dopo un sofferto iter legislativo, nel 1967 venne approvata la Legge Neuwirth, dal nome di colui che la presentò, il deputato Lucien Neuwirth, che abrogò la legge del 1920 e autorizzò l'uso della contraccezione. Si trattò di un grosso passo in avanti verso la legge Veil, benché le restrizioni fossero ancora numerose (divieto per i minorenni, nessun rimborso, lista delle persone che ne fanno uso nelle farmacie, ecc). Una nuova associazione, l'Association nationale pour l'étude de l'avortement (ANEA) presentò nel 1970, via il deputato Claude Peyret una proposta di legge che prevedeva l'aborto in caso di malformazioni fetali, gravidanza dovuta a violenza fisica o grave disagio sociale. La proposta non fu mai votata, ma il dibattito nella società francese era ormai consolidato.
Il 5 aprile 1971, il settimanale francese Le Nouvel Observateur pubblicò il Manifesto delle 343. Si trattò di una petizione, scritta da Simone de Beauvoir e firmata da 343 donne contro la proposta di Claude Peyret e a favore di un diritto all'aborto libero. Questa posizione fu sostenuta anche dall'associazione Choisir la cause des femmes creata nel luglio dello stesso anno da Gisèle Halimi e Simone de Beauvoir, che fu uno dei motori più importanti delle manifestazioni a favore dell'aborto. Nell'autunno 1972 ci fu poi il processo di Bobigny, che ebbe un grosso impatto mediatico. Il 3 aprile 1973 Le Nouvl Observateur pubblicò una nuova petizione, chiamato il Manifesto dei 331 dove 331 medici riconobbero pubblicamente di essere favorevoli all'aborto e di averlo praticato in alcuni casi. Questi avvenimenti sono unanimemente riconosciuti come i fattori decisivi che sensibilizzarono l'opinione pubblica francese, rendendola favorevole all'adozione della Legge Veil.

## Iter legislativo
Nel maggio 1974 venne eletto Presidente della Repubblica francese Valéry Giscard d'Estaing. L'uomo aveva promesso durante la sua campagna elettorale di occuparsi della condizione femminile in Francia, e così fece. Sotto la sua presidenza furono varate nuove leggi che permettevano il divorzio consensuale, gli assegni familiari per le famiglie monoparentali, e la legge relativa all'interruzione volontaria della gravidanza. Giscard d'Estaing chiese a Simone Veil di diventare ministro della salute e la incaricò di preparare un progetto di legge.
Il 26 novembre 1974 il progetto di legge fu presentato all'Assemblea nazionale. Dopo un lungo e animato dibattito, la legge fu approvata in terza seduta alle tre e quaranta del mattino del 29 novembre 1974, con 284 voti favorevoli e 189 contrari.
Il 13 e il 14 dicembre la proposta fu discussa in Senato e approvata il sabato 14 con 182 voti a favore e 91 contrari.
Il 20 dicembre ci fu l'approvazione definitiva prima all'Assemblea nazionale con 277 voti a favore e 192 contro e poi al Senato con 185 voti a favore e 88 contro.
La legge fu promulgata, a titolo provvisorio per una durata di 5 anni, il 17 gennaio 1975 ed entrò in vigore due giorni dopo. Il 31 dicembre 1979 l'articolo 2, venne abrogato e ogni limite di tempo venne eliminato, depenalizzando in modo definitivo l'interruzione di gravidanza.

## Normativa posteriore
L'8 marzo 2023 Emmanuel Macron, Presidente della Repubblica francese, preoccupato della messa in discussione dell'interruzione volontaria di gravidanza in tutto il mondo, si è impegnato a sancire nella Costituzione francese la libertà delle donne di ricorrere all'aborto. Il 4 marzo 2024, il Parlamento francese riunito nella Reggia di Versailles approva l'iscrizione nella Costituzione della libertà delle donne di ricorre a un'interruzione volontaria della gravidanza. La Francia diventa il primo Paese al mondo a riconoscere tale diritto nella sua Costituzione.